# 由良港 (兵庫県)
由良港（ゆらこう）は淡路島の南東端、兵庫県洲本市にある兵庫県管理

の地方港湾である。
紀淡海峡の淡路島側にある港。

## 概要

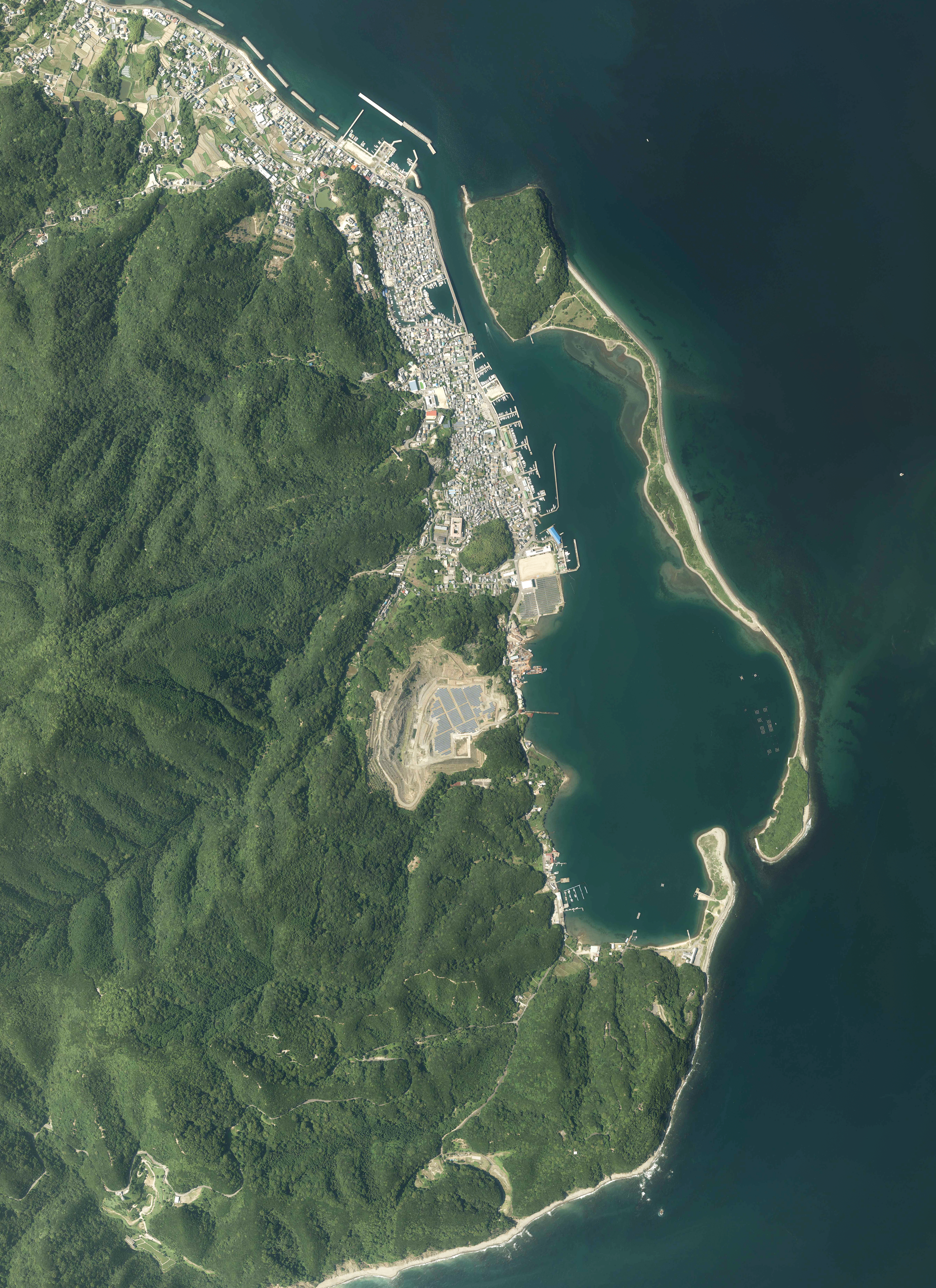
由良港周辺の空中写真。2020年6月16日撮影の4枚を合成作成。。

由良港は天然の防波堤とも言うべき成ヶ島が形作るラグーンの由良湾内にあり天然の良港である。1899年（明治32年）から紀淡海峡の対岸、和歌山市加太港まで旅客船が運航されていたが現在は廃止。また、洲本港⇔深日港（深日海運→シャトルサービス）の航路のうち1往復が由良港に寄港していたが、現在では成ヶ島への渡し船があるだけで、貨物港と漁港としての機能が主である。平成20年（2008年）のデータでは500t未満の内航貨物船の入港隻数が129隻、内容は和歌山下津港からのセメントの移入が16,389t、水産物の水揚げが1,488tとなっている

。
舟由良港に至るという吉村寅太郎作の漢詩がある。

## 歴史
- 奈良時代に南海道が整備されると、海上交通の要衝として栄えた。
- 江戸時代初期の慶長18年（1613年）には池田忠雄が成ヶ島に成山城を修築して城下町となったが、寛永8年（1631年）には「由良引け」で洲本へ城を移している。寛永から明和年間にかけて蜂須賀氏により由良湾北側の新川口と南側の今川口の両水路が開削されると、江戸と大坂を結ぶ菱垣廻船の重要な寄港地になった。
- 明治22年（1889年）に由良要塞の建設が開始されると司令部が由良の町に置かれ、砲台や堡塁が生石山や成ヶ島に築かれるなど、由良港一帯は要塞となった。これらは第二次世界大戦まで使用された。

## アクセス
- 洲本からバス（淡路交通）
- 兵庫県道76号洲本灘賀集線